# Herbert Welander
Carl Herbert Welander, född 9 september 1912 i Stockholm, död där 14 juni 1978, var en svensk trumpetare och vokalist i Charles Redlands och Seymour Österwalls orkestrar på 1940-talet. 
Han spelade även med Nisse Linds trio och ingick under flera år i Helmer Bryds Eminent Five Quartet som trumpetare och sångare med artistnamnet Ove "Gulan" Sector, där han ersattes 1974 av Leppe Sundevall.